# Martin Padar
Martin Padar (* 11. April 1979 in Tallinn) ist ein estnischer Judoka.
Padar ist mehrfacher Medaillengewinner bei Europameisterschaften. Sein größter Erfolg ist der Gewinn der Silbermedaille 2002 in Maribor. Bei den Militärweltmeisterschaften 2007 in Hyderabad gewann er die Goldmedaille. 2008 nahm er an den Olympischen Sommerspielen 2008 in Peking teil. Padar, der bei Eröffnungsfeier die estnische Fahne trug, verlor allerdings schon in der zweiten Runde gegen den Brasilianer Joao Schittler.
In seiner Laufbahn konnte Padar bisher acht Weltcup-Wettbewerbe für sich entscheiden.
Padar startete mehrere Jahre in der Bundesliga für den TSV Großhadern. 2008 wechselte er zum TSV Abensberg.